# Full-Moon Party
«Full-Moon Party» —en español: «Fiesta de luna llena»— es el quinto episodio de la tercera temporada de la serie de televisión de antología y comedia dramática estadounidense The White Lotus. Es el episodio número 18 de la serie y fue escrito y dirigido por el creador de la serie Mike White. Se emitió originalmente en HBO el 16 de marzo de 2025, y también se estrenó el mismo día en Max.
La serie sigue a los huéspedes y empleados de la ficticia cadena de resorts White Lotus. La temporada está ambientada en Tailandia y sigue a los nuevos huéspedes, entre los que se encuentran Rick Hatchett y su joven novia Chelsea; Timothy Ratliff, su esposa Victoria y sus hijos Saxon, Piper y Lochlan; Jaclyn Lemon y sus amigas Kate y Laurie; y la empleada de White Lotus Hawaii Belinda. En el episodio, Timothy se enfrenta a una situación cuando roba el arma de Gaitok, mientras Saxon y Lochlan van a la Fiesta de luna llena con Chloe y Chelsea. Mientras tanto, Rick se reencuentra con un viejo amigo, y Jaclyn, Kate y Laurie pasan la noche con Valentin y sus amigos.
Según Nielsen Media Research, el episodio fue visto por 0.828 millones de telespectadores y obtuvo una cuota de audiencia de 0.19 entre los adultos de 18 a 49 años. El episodio recibió críticas mayoritariamente positivas, con elogios de la crítica a las interpretaciones (en particular la aparición de Rockwell como invitado), la escritura, los temas y la intriga, aunque hubo reacciones encontradas hacia la falta de progresión de la historia.

## Argumento
Gaitok (Tayme Thapthimthong) utiliza las grabaciones de seguridad para comprobar la cabina y descubre que Timothy (Jason Isaacs) ha entrado en ella y le ha robado el arma. Esa noche, Piper (Sarah Catherine Hook) les dice a sus padres que quiere volver a Tailandia después de graduarse y asistir al centro de meditación durante al menos un año. Victoria (Parker Posey) se da cuenta de que Piper mintió al decir que había ido a Tailandia a escribir una tesis, y se horroriza de que se esté involucrando tan profundamente en el budismo a pesar de que la familia sólo es cristiana nominal. Mientras tanto, Timothy apenas reacciona, ya que ha tomado grandes cantidades de lorazepam de su esposa durante el día. Gaitok se acerca en privado a Timothy y le pide tímidamente que le devuelva el arma, pero Timothy lo niega todo.
Chloe (Charlotte Le Bon), Chelsea (Aimee Lou Wood) y los hermanos Saxon (Patrick Schwarzenegger) y Lochlan (Sam Nivola) llegan a la ciudad para la Fiesta de Luna Llemna. Tras no conseguir contactar con Rick (Walton Goggins), Chelsea decide participar en la noche, y Chloe proporciona drogas de fiesta para el grupo. Saxon rechaza la oferta, pero después de que Lochlan se toma una pastilla, cede a la presión de los demas y se toma una dosis. Se van de fiesta hasta el amanecer y regresan al yate, donde Chelsea le dice a Chloe que teme priorizar los sentimientos de Rick sobre los suyos. Más tarde, siguen bebiendo con Saxon y Lochlan. Las dos chicas se besan, y Chloe besa entonces a Lochlan. A sugerencia de Chloe, Lochlan le da un breve beso a Saxon. Incitado por ella, Lochlan le da a Saxon un beso más largo y apasionado, desorientando a su hermano mayor, visiblemente exaltado.
Fabian (Christian Friedel) le cuenta a Belinda (Natasha Rothwell) que un huésped estadounidense ha preguntado por ella. Asustada, Belinda le explica que el hombre, «Gary», se llama en realidad Greg y que lo buscan para interrogarlo sobre la muerte de su esposa, a la que Belinda conoció en Maui. Fabian rechaza la sugerencia de Belinda de llamar a la policía, preocupado de que pueda estar equivocada y de que puedan insultar a un cliente habitual del complejo. Pornchai (Dom Hetrakul) descubre el origen del ruido en la habitación de Belinda, un inofensivo lagarto monitor, al que Belinda tiene fobia. Sacudida por la posible amenaza de Greg, Belinda le pide a Pornchai que se quede en su habitación durante la noche, a lo que él accede. Más tarde, Belinda expresa torpemente su consentimiento, y comparten un beso.
En Bangkok, Rick se reúne con un amigo, Frank (Sam Rockwell), un alcohólico en recuperación, que discretamente le proporciona un arma. Entre copas, Frank recuerda que se mudó a Tailandia debido a problemas legales en Estados Unidos y a su atracción por las mujeres asiáticas. Tras miles de encuentros sexuales en estado de embriaguez, Frank se vuelve insaciable y empieza a mantener relaciones sexuales con ladyboys y, a continuación, comienza a vestirse como uno de ellos y a mantener relaciones sexuales con otros hombres para intentar sentirse como si estuviera manteniendo relaciones sexuales consigo mismo. Para salir del ciclo del abuso del alcohol y la lujuria, Frank ha empezado a explorar la sobriedad y el budismo.
En el club nocturno, Jaclyn (Michelle Monaghan) y Laurie (Carrie Coon) beben mucho y bailan con Valentin (Arnas Fedaravicius), Aleksei (Julian Kostov) y Vlad (Yuri Kolokolnikov), mientras Kate (Leslie Bibb) se mantiene relativamente sobria y vigila a sus amigas. Laurie y Valentin siguen coqueteando, pero cuando tres mujeres rusas llegan para discutir con Aleksei y Vlad, Jaclyn invita a los hombres a volver a su habitación con ellos. Kate sugiere que se vayan a la cama, y de vuelta en la habitación observa con mucha atención cómo sus amigas siguen bebiendo mucho y nadando con los hombres. Laurie se baña desnuda y luego discute borracha su divorcio con Valentin antes de que Kate insista en que los hombres se vayan. Más tarde, Jaclyn lleva a escondidas a Valentin a su habitación para tener sexo.
Timothy escribe una nota de suicidio y se pone el arma en la cabeza, pero es interrumpido cuando aparece Victoria. Admite que el estrés le está afectando, pero Victoria le asegura que ya ha tenido bastante éxito. Cuando ella se marcha, Timothy reza a Dios preguntándole qué hacer.

## Producción

### Desarrollo
El episodio fue escrito y dirigido por el creador de la serie Mike White. Este fue el decimoctavo crédito de White como guionista y director de la serie.

### Escritura
Al describir las escenas entre Jaclyn, Kate y Laurie, Carrie Coon explicó: «Podría haber sido un punto de inflexión muy positivo en las vacaciones para ellas. Es una recuperación de su juventud, es divertido y sexy. Y parecen las vacaciones que todos querían. En lugar de eso, tenemos lo que a los ojos de Laurie se percibe como una traición. También es un refuerzo de los patrones de comportamiento y una cuestión de cuándo volvemos a los grupos de amigos de nuestra juventud: ¿Simplemente volvemos a nuestra posición? ¿O somos capaces de reafirmarnos?».
Sobre el beso entre Saxon y Lochlan, Patrick Schwarzenegger dijo: «Si ves las otras temporadas, te haces una idea de lo que busca Mike White. Recuerdo la primera vez que me dijo lo que buscaba con este papel, cómo quería que fuera esa especie de imbécil tan ridículo, tan sin filtro. Pero también muy divertido y carismático: que te gustaria odiarlo, pero que también lo quisieras». Sam Nivola añadió: «[Lochlan es] un tipo increíblemente inseguro, un auténtico complaciente que necesita algo de la gente. No es muy autosuficiente, necesita el amor y el apoyo de la gente que le rodea en su vida, y creo que está dispuesto a llegar hasta el final para encontrar a la gente que quiere».
Jason Isaacs abordó el fallido intento de suicidio de Timothy: «[Es] la banalidad, la normalidad [de] los dos yéndose a la cama... Él no va a darse la vuelta y decir: 'Estaba a punto de suicidarme, cariño, vuelve a la cama'. Así que no puede hacerlo entonces». Isaacs añadió que, a pesar de no seguir adelante con el suicidio, «no creo que el instinto suicida haya desaparecido en absoluto para él».

### Reparto
El episodio incluye una aparición como invitado de Sam Rockwell en el papel de Frank, un viejo amigo de Rick. Walton Goggins era amigo de Rockwell, y describió la escena como «uno de los mejores momentos» que pasó durante el rodaje de la serie. Dijo: «Diré que ese monólogo fue palabra por palabra. Es lo que escribió Mike [White], y lo escribió todo tal cual. Es uno de los mejores monólogos que he leído en mi vida».

## Recepción

### Audiencia
En su emisión original en Estados Unidos, «Full-Moon Party» fue visto por 0.828 millones de telespectadores, con un 0.19 en la franja demográfica 18-49. Esto supuso un aumento del 22% respecto al episodio anterior, que fue visto por 0.677 millones de espectadores en hogares con un 0.16 en la franja demográfica de 18-49.

### Respuesta de la crítica

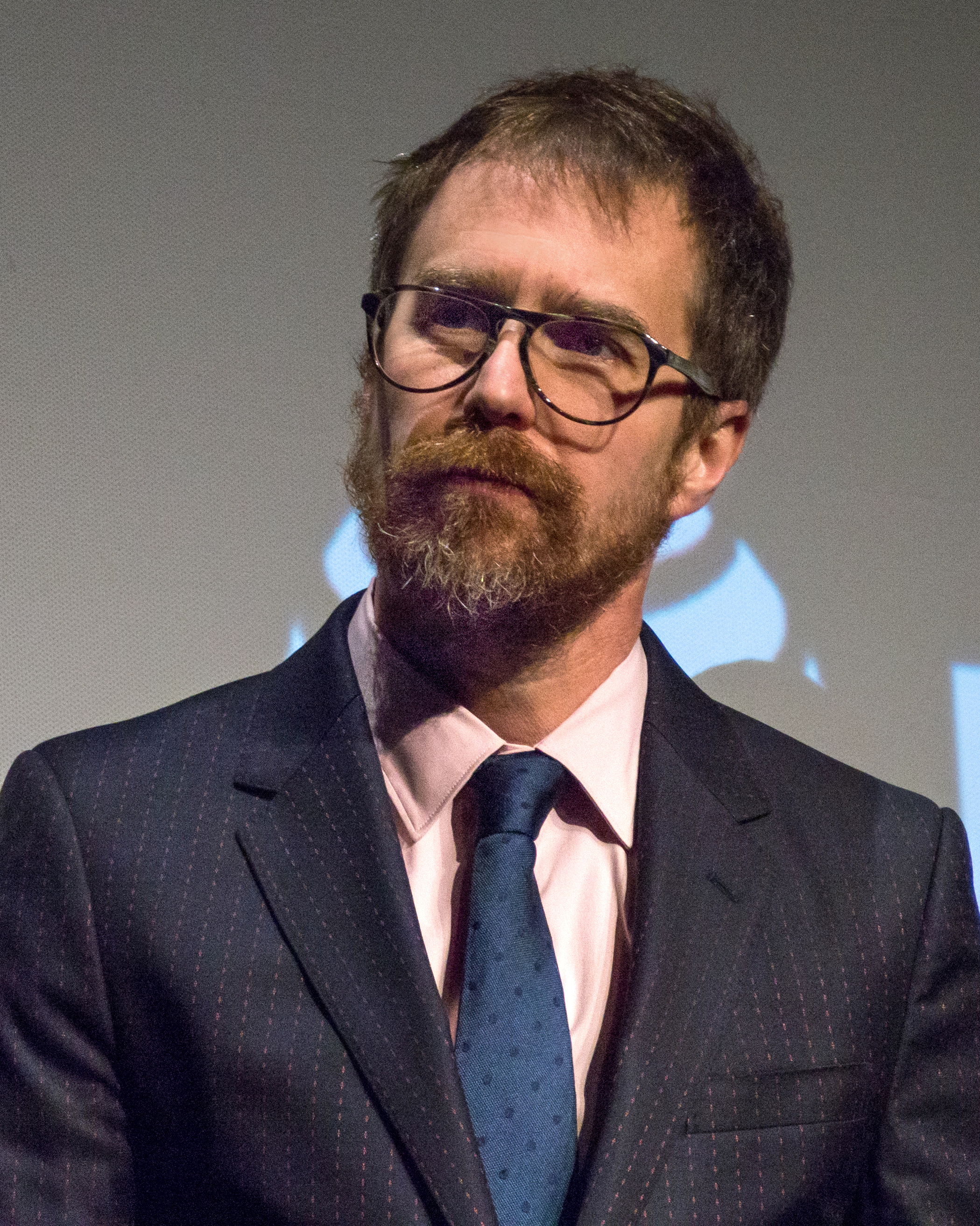
Sam Rockwell fue aclamado por su interpretación en el episodio.

«Full-Moon Party» recibió críticas mayoritariamente positivas. En el sitio web de agregadores de reseñas Rotten Tomatoes, el 67% de las 7 reseñas de los críticos son positivas, con una calificación promedio de 8.2/10.
Manuel Betancourt, de The A.V. Club, le dio al episodio una «A» y escribió: «No es de extrañar que este quinto episodio, estructurado como una especie de ruptura reveladora en medio de la tranquila estancia de estos huéspedes (más o menos un robo a mano armada), girara en torno a dos fuerzas opuestas: el abandono y la moderación. Tanto es así que una conversación clave entre dos personajes en Bangkok sirvió como una especie de destilación de los intereses de White en esta tercera estancia en un hotel White Lotus».
Alan Sepinwall de Rolling Stone escribió: «Retomado sólo una o dos horas después de los acontecimientos del episodio de la semana pasada, pone a la mayoría de los personajes en situaciones más exaltadas, libertinas o intensas, a medida que las ideas que se han estado cociendo a fuego lento durante toda la temporada se acercan a un hervor». Proma Khosla de IndieWire le dio al episodio una calificación de «A» y escribió: «Tras un comienzo lento, The White Lotus ofrece la versión de Mike White de un episodio lleno de acción con esta quinta entrega, y es la hora más interesante con diferencia para el personaje de Schwarzenegger».
Amanda Whiting de Vulture le dio al episodio una calificación de 5 estrellas de 5 y escribió: «Lo mejor de The White Lotus es cuando te muestra algo tan feo y tan cercano que te encuentras cogiendo el mando a distancia y luchando contra la insoportable necesidad de apagarlo. Convierte el televisor en un espejo». Erik Kain de Forbes, escribió: «Este fue otro tremendo episodio de The White Lotus, y probablemente el más estresante de la temporada hasta ahora. Pasé todo el tiempo en el borde de mi asiento esperando que algo malo sucediera y luego (en su mayoría) nada sucedió, fuera de algún mal comportamiento de amiga de Jaclyn y un extraño beso incestuoso entre hermanos. Pero sospecho que pasarán cosas malas, y muy pronto».
Noel Murray de The New York Times, escribió: «Rockwell no es el protagonista de este episodio. Pero ofrece un monólogo que es una de las escenas más destacadas de la temporada. Y su discurso sería probablemente el momento más comentado de White Lotus esta semana si no fuera por el impactante beso del final del episodio». Brady Langmann de Esquire escribió: «El creador de la serie, Mike White, ha puesto sobre la mesa una serie convincente con un reparto brillante, como siempre. La dinastía Ratliff se desmorona, Gary/Greg persigue a Belinda, Rick está a punto de hacer justicia y el viaje de las chicas se descontrola. Me encantan las series de acción lenta, pero a falta de tres episodios para el final de la tercera temporada, quería que cayera una ficha de dominó en el episodio 5. ¡Sólo una! ¡Sólo una! Llevamos cinco horas viviendo en Tailandia con estas vacacionistas, y me siento como si aún estuviera viendo hervir el agua».
Yvonne Villareal de Los Angeles Times, escribió: «White Lotus trata sobre estereotipos exagerados y conflictos y prejuicios culturales. Y esta revelación del personaje de Rockwell, que aborda su experiencia con las kathoey, las ladyboys tailandesas, que forman parte del paisaje cultural del país desde hace mucho tiempo, como occidental privilegiado que lidia con la curiosidad sexual existencial y la identidad (¿o no?) dejó una impresión impactante, como sin duda se pretendía. La pareja formada por Rockwell y Goggins, simplemente bebiendo whisky y té de manzanilla mientras todo se desarrollaba, fue impresionante». Claire McNear de The Ringer, escribió: «Lo que tenemos que hacer ahora, sin embargo, es discutir la aparición ultra-caótica de Sam Rockwell en The White Lotus, una flor cadáver de una vez en un siglo que irrumpe de repente de la frondosa calma de su anfitrión, sus magníficas, repulsivas, compulsivamente tentadoras joyas en horrenda exhibición para todos».

### Premios
TVLine nombró a Sam Rockwell como mención honorífica al «Intérprete de la Semana» de la semana del 22 de marzo de 2025, por su actuación en el episodio. El sitio escribió: «¿Alguien ha hecho más con menos tiempo en pantalla que Sam Rockwell en The White Lotus esta semana? El ganador del Oscar hizo un cameo sorpresa como Frank, el amigo de Rick, que se reunió con él en Bangkok y compartió la historia de sexo más salvaje que jamás hayamos oído, revelando que su adicción al sexo le llevó a vestirse como una chica asiática y tener relaciones sexuales con hombres, todo ello en la búsqueda de una satisfacción duradera. El rostro de Rockwell no delataba ni un atisbo de ironía mientras Frank desgranaba su estrambótica historia mientras tomaba un té de manzanilla, cubriendo cada palabra con una serenidad que sólo se consigue llevando el deseo al límite absoluto. Fue un monólogo virtuoso que superó todo lo que habíamos visto hasta ahora de The White Lotus — y eso es mucho decir — y, con su hilarante despreocupación, Rockwell aprovechó al máximo cada minuto».